# 릴리피츄
릴리피츄(LilyPichu, 1991년 11월 20일 ~ )는 한국계 미국인 트위치 스트리머, 유튜버, 성우, 음악가이다. 오프라인TV, 싱어송라이터 소속 크리에이터이다.

## 음반 목록

### EP
- Lilies (2015)